# Neighbors (1981)
Neighbors is een komische film uit 1981 gebaseerd op de roman door Thomas Berger. De film werd geproduceerd door Columbia Pictures en geregisseerd door John G. Avildsen. Hoofdrollen werden gespeeld door John Belushi, Dan Aykroyd, Cathy Moriarty, Kathryn Walker en Lauren-Marie Taylor.

## Rolverdeling
| Acteur              | Personage         |
| ------------------- | ----------------- |
| John Belushi        | Earl Keese        |
| Dan Aykroyd         | Victor "Vic" Zeck |
| Cathy Moriarty      | Ramona Zeck       |
| Kathryn Walker      | Enid Keese        |
| Igors Gavon         | Chic              |
| Dru-Ann Chuckran    | Chic's vrouw      |
| Tim Kazurinsky      | Pa Greavy         |
| Tino Insana         | Perry Greavy      |
| P. L. Brown         | politieman        |
| Henry Judd Baker    | politieman        |
| Lauren-Marie Taylor | Elaine Keese      |
| Sherman G. Lloyd    | brandweerman      |
| Bert Kittel         | brandweerman      |
| J. B. Friend        | brandweerman      |
| Bernie Friedman     | brandweerman      |